# Азизбеков, Азизага Мешади оглы
Азиз Мешадиевич Азизбеков (Азиз Ага Мешади оглы Азизбеков) (27 апреля 1903 — 24 июня 1966) — советский государственный деятель, военачальник, генерал-майор интендантской службы (с 16.05.1944). Заместитель начальника Главного управления тыла Красной Армии. Заместитель председателя Совета Министров Азербайджанской ССР (до 1948).

## Краткая биография
Азербайджанец, сын Мешади Азизбекова, революционера и одного из 26 бакинских комиссаров.
В 1921 году партийной организацией Азербайджана был направлен на учебу в Москву в Коммунистический университет трудящихся Востока имени И. В. Сталина. По окончании университета в 1923 году вернулся в Баку. Опытный хозяйственник.
В годы Великой Отечественной войны полковник (28 сентября 1943 года) интендантской службы А. Азизбеков служил в должностях заместителя начальника Управления тыла Закавказского фронта, начальника Закавказской базы наркомата обороны, помощника начальника тыла Красной Армии. Регулировал в Баку приём и отгрузку на фронт поставляемых из тыла вооружения, боеприпасов, оборудования, продовольствия. Следил за своевременным выполнением военных заказов, изыскивал новые сырьевые и продовольственные ресурсы для нужд фронта, помогая на местах решать вопросы размещения и снабжения резервных воинских частей и соединений, находящихся на территории Азербайджана.
За успешное снабжение частей действующей армии в годы Великой Отечественной войны генерал-майор Азизага Азизбеков был удостоен высоких правительственных наград:
- орден Ленина,
- орден Красного Знамени,
- 2 ордена Трудового Красного Знамени (27.04.1940, «в ознаменование 20-й годовщины освобождения Азербайджана от ига капитализма и установления там советской власти, за успехи в развитии нефтяной промышленности, за достижения в области подъёма сельского хозяйства и образцовое выполнение строительства Самур-Дивичинского канала»; …),
- орден Красной Звезды,
- многих медалей СССР.

Мемориальная доска на стене дома в Баку (ул. Азиза Алиева, 1), в котором жил Азизага Азизбеков

После войны при Первом секретаре ЦК Компартии Азербайджанской ССР Багирове работал заместителем председателя Совета Министров Азербайджанской ССР. Избирался депутатом Верховного Совета Азербайджанской ССР, Совета Национальностей Верховного Совета СССР 2-го созыва от Нахичеванской АССР.
Вследствие злоупотребления своими должностными полномочиями Азизага Азизбеков в 1948 году был снят с работы и выведен из рядов КПСС.
Работал начальником Управления Азавтотрактороснабсбыта.
Похоронен на Аллее почётного захоронения в Баку.